# Kapelle St. Wolfgang (St. Gallen)

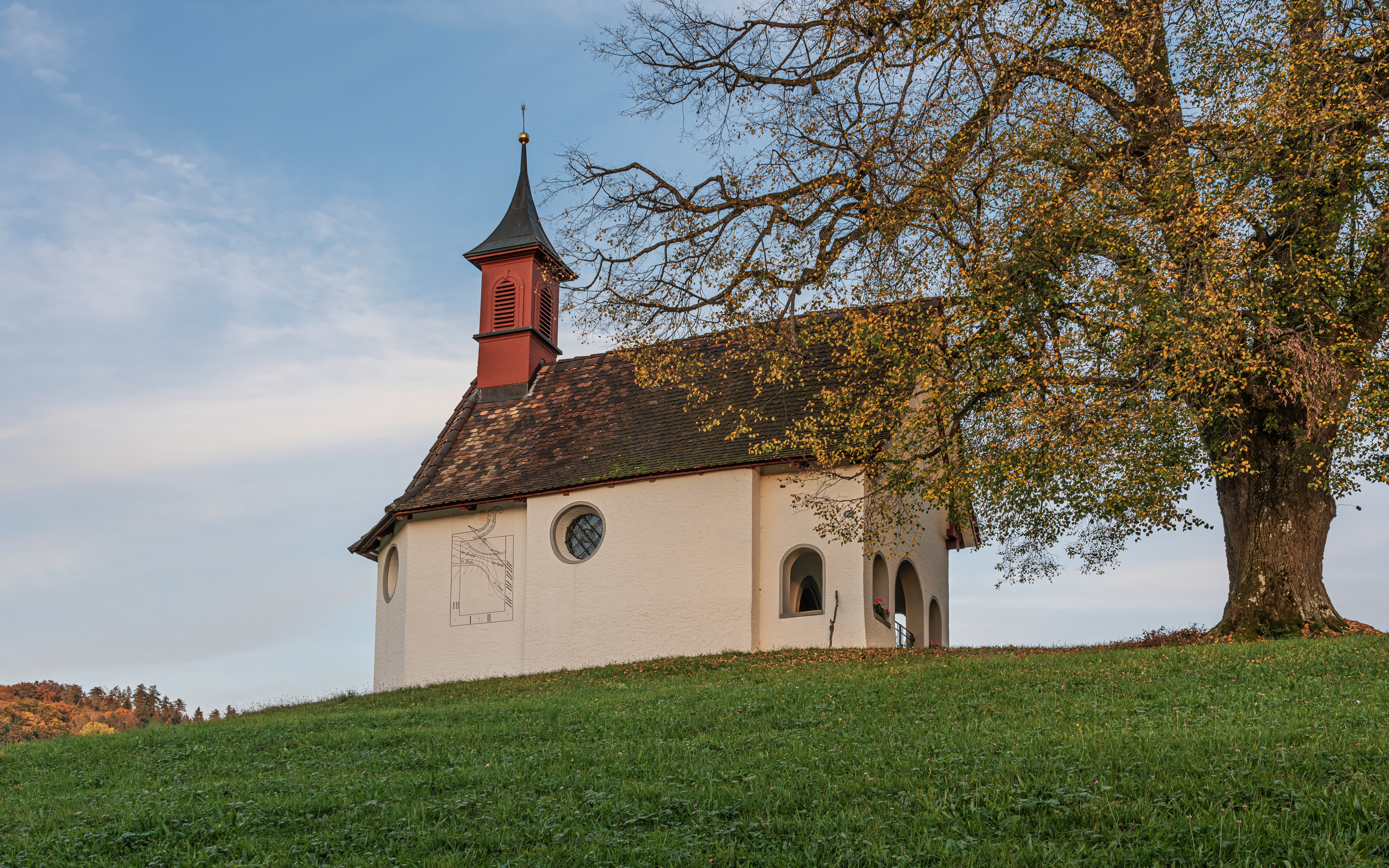
Die St. Wolfgangkapelle

Die Kapelle St. Wolfgang befindet sich im Stadtteil Haggen der Stadt St. Gallen an der Haggenstrasse 105.
Sie wurde vermutlich in der zweiten Hälfte des 15. Jahrhunderts erbaut. Ein Baudatum ist nicht überliefert, die erste urkundliche Erwähnung datiert aus dem Jahre 1479. Die Kapelle steht auf einem markanten Hügel, einem Moränenwall, welcher von der St. Galler Zunge des Bodensee-Rheingletschers während des Stein am Rhein-Stadials der Würmeiszeit geformt wurde. Unmittelbar neben der Kapelle steht auf derselben Erhebung eine stattliche Linde und ein Bauernhaus.
Die Kapelle liegt am alten Weg von Straubenzell nach Stein, kurz bevor man früher den mühsamen Abstieg ins Sittertobel auf sich nehmen musste. Die anfangs 20. Jahrhundert dort gebaute Haggenbrücke vereinfachte die Reise erheblich. Heute ist dieser Weg ins Appenzell Fussgängern und Radfahrern vorbehalten.

## Geschichte
Die beiden ersten urkundlichen Erwähnungen der Kapelle St. Wolfgang stammen aus den Jahren 1479 und 1481. Es handelt sich dabei um bischöfliche Bewilligungen zur Zelebration an einem Tragaltar. In seiner Chronik der Äbte schreibt Vadian „Die capel zuo S. Wolfgang am Haggen ist nit alt“. Es ist deshalb anzunehmen, dass die Kapelle kurz vor 1479 erbaut worden ist. Es handelt sich vermutlich um eine private Stiftung einer der in der Mitte des 15. Jahrhunderts als Grundbesitzer der Haggengüter bezeugten Familien Hux oder Von Gaissberg, beides miteinander verwandte und bedeutende Geschlechter. Johannes Hux war fürstäbtischer Kanzler und Franz von Gaissberg von 1504 bis 1529 Abt. Zu dieser Zeit verbreitete sich auch der Kult des heiligen Wolfgang, ausgehend von den Klöstern St. Wolfgang am Abersee und Mondsee zunächst in Österreich, in Süddeutschland und schliesslich in der Schweiz. Wolfgang lebte im 10. Jahrhundert und war zuerst Mönch und Lehrer in Einsiedeln. Sein starkes Verlangen, Heiden zu bekehren liess ihn nach Ungarn ziehen, wo er vom Kaiser zum Erzbischof von Regensburg ernannt wurde. In dieser Funktion trat er als Reformer der Klöster und seines Bistums sowie als Erzieher des späteren Kaisers Heinrich II. in Erscheinung.
Am 8. Juli 1497 erhielt die „cap. S. Wolffgangi in curia am Haggen in dec. in S. Gallo“ von der bischöflichen Kurie in Konstanz die Erlaubnis, die heilige Messe zu feiern. Im Jahre 1549 wird sie als Filialkirche für Straubenzell vorgeschlagen.

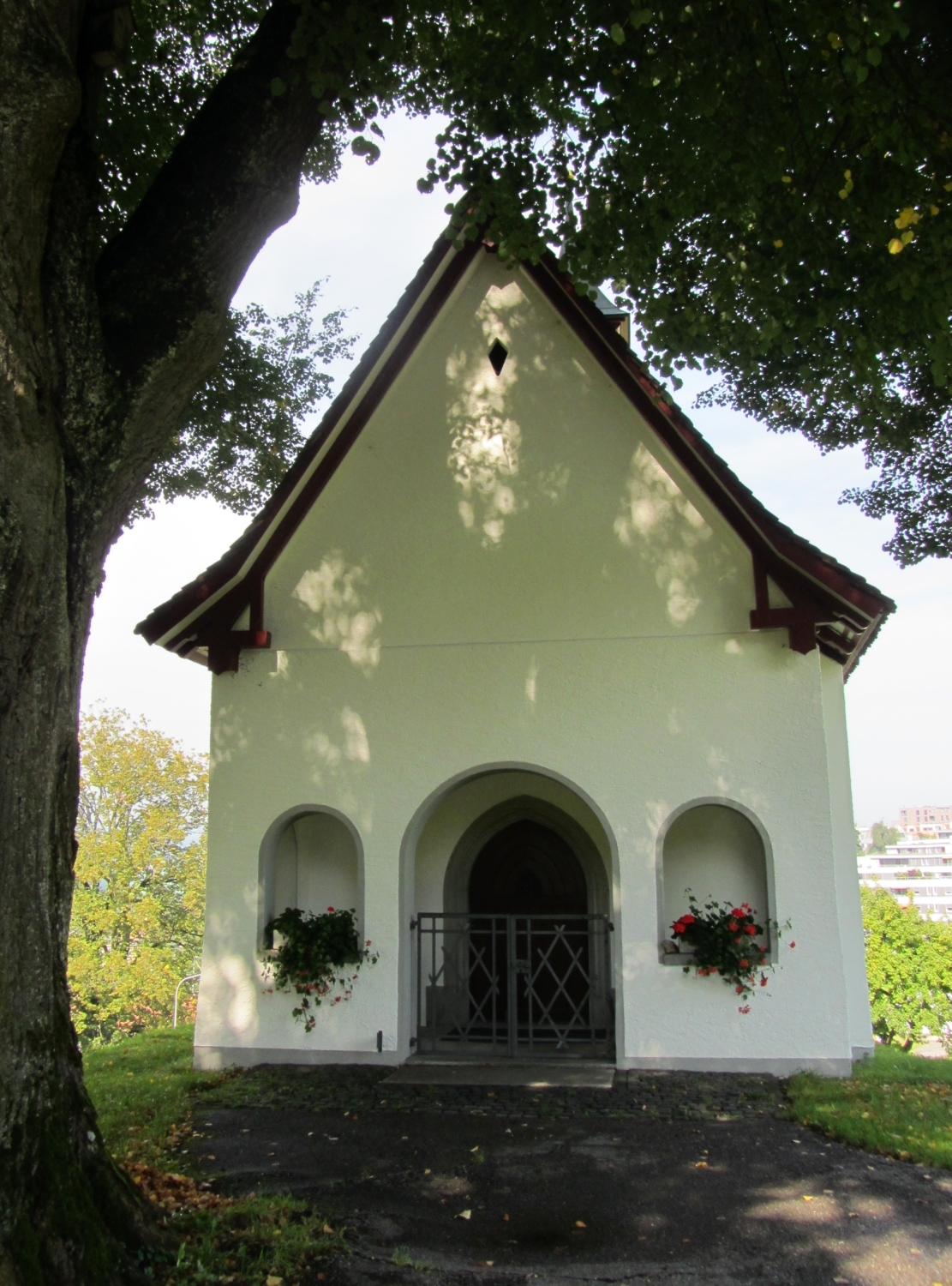
Portal der Kapelle St. Wolfgang

Der Haggenhof mit der dazugehörigen Kapelle wechselte in den Besitz des St. Galler Stadbürgers Ulrich Frank. 1572 wurde der Straubenzellers Hans Heim und kurz darauf Ulrich Boppart neuer Besitzer. Die Kapelle scheint zu diesem Zeitpunkt baufällig gewesen zu sein. Ulrich Boppart liess sie mit alten Ziegeln und Balken vom Abbruch der Häuser des Siechenhausgutes in Stand stellen und spendete einen Kelch und eine Jahrzeit. Vermutlich stammt die gotisch geformte Umrahmung des Portals aus dieser ersten Renovationsphase.
In den Jahren 1644 bis 1647 erfuhr die Kapelle St. Wolfgang tiefgreifende Erneuerungen. Johannes Boppart-Bossart, Ulrichs Sohn, liess die Mauern um 4 Schuh erhöhen, einen neuen Dachstuhl errichten und ein Türmchen daraufsetzen. Abt Pius Reher spendete den neuen Altar, dessen Altarblatt vom Konstanzer Maler Johann Stöcklin gefertigt wurde. Der Altar wurde am 23. Mai 1647 zu Ehren der Muttergottes, St. Wolfgangs und St. Ulrichs geweiht. Durch diesen Umbau erhielt die Kapelle im Wesentlichen das heutige, frühbarocke Aussehen. Das noch vorhandene Messbuch stammt ebenfalls aus dieser Zeit. Der Umbau der Kapelle war vermutlich Teil einer Gesamtsanierung des Anwesens, denn zur gleichen Zeit liess Johannes Boppart auch das Haggenschlössli bauen.
Die westliche Langseite musste 1800 neu fundamentiert und eine Glocke umgegossen werden. 1946 schlug ein Blitz in die Kapelle ein. Darauf wurde sie 1947 renoviert und der Innenraum mit neuen Bildern ausgemalt.

## Bauwerk
Die Kapelle ist nach Nordosten gerichtet und besteht aus einem rechteckigen Schiff mit einem eingezogenen, dreiseitigen Chor. Der Chor ist 3,95 m breit und 4,9 m lang. Das Schiff ist 4,75 m breit und 4,1 m lang. Der Chorbogen wächst aus der Wand und ist auf keiner Vorlage abgestützt. Es sind hölzerne Walmdecken eingezogen. Es gibt jeweils zwei Rundfenster im Chor und Schiff. Der spitzbogige Eingang wird von einem rundbogigen Vordach geschützt. Der Eingang besitzt eine Hausteinumrahmung mit Kehlen und überkreuzten Stäben. Das Satteldach hat keine Flächengliederung und einen durchgehenden First, bekrönt wird es mit einem Glockentürmchen. Es ist über dem Chor abgewalmt und dem polygonalen Grundriss angepasst.

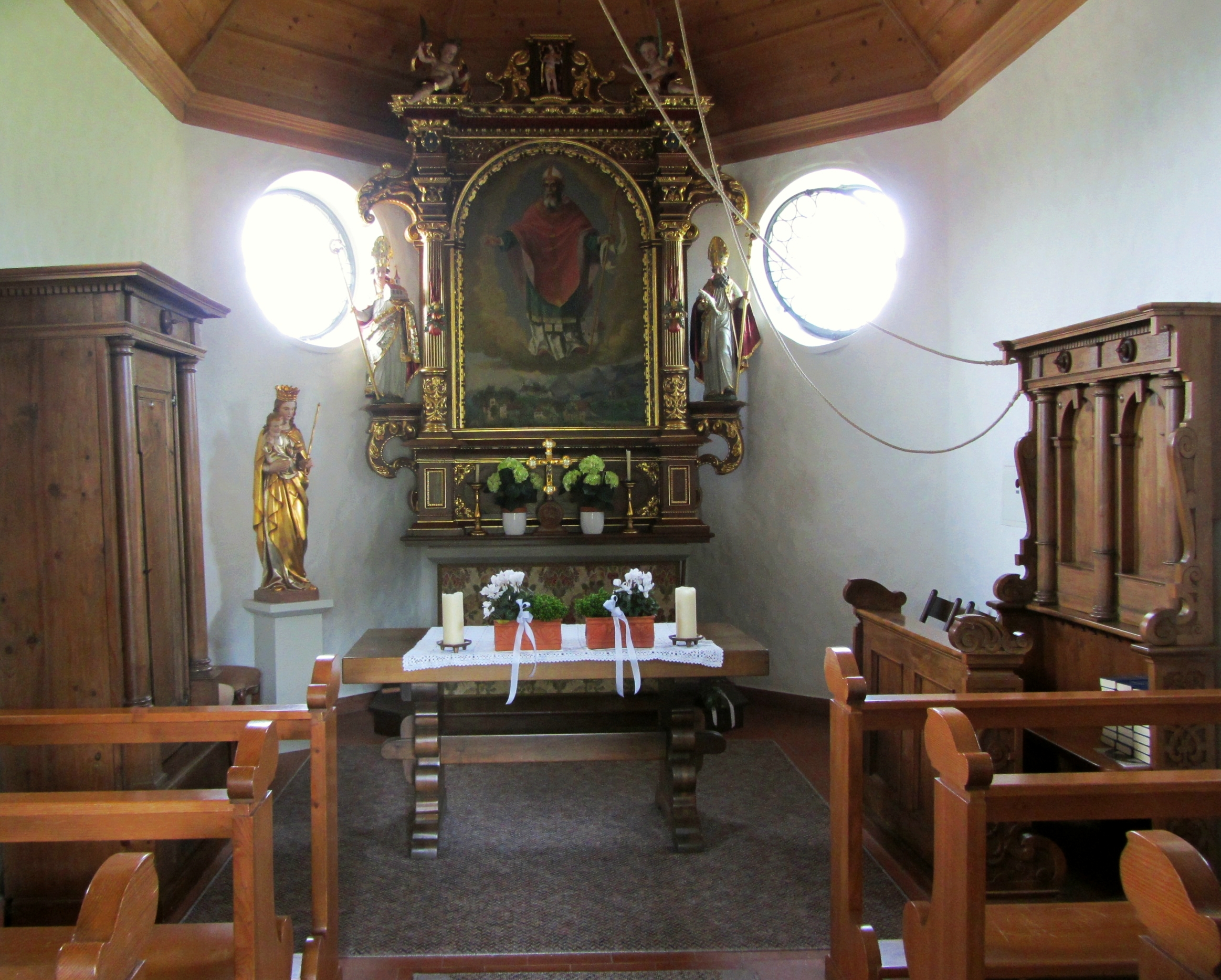
Chor der Kapelle St. Wolfgang

## Inneneinrichtung
Der Altar von 1647 besitzt einen Aufbau mit zwei Säulen, an denen Fruchtbüschel hängen. Am vorgekröpften Gebälk sitzen Putten die den schwach entwickelten Gibel flankieren. Seitlich sind baldachinartige Voluten angebracht. Dort finden sich die beiden Figuren der Patrone St. Wolfgang und St. Ulrich. Im Giebel befindet sich eine Statuette Christi an der Geisselsäule. Das erste Altarblatt wurde vom Maler Stöcklin aus Konstanz gefertigt, wurde aber später durch ein neueres ersetzt. An der Südwand des Chores befindet sich ein zweisitziger Zelebrantensitz. Dieser ist durch drei glatte Säulen gegliedert und wird auf 1648 datiert. Auf der Nordseite des Chors befindet sich ein Paramentenschrank aus dem Jahre 1648.
Die 1. Glocke mit einem Durchmesser von 43 cm trägt die Inschrift „FECIT RAGETH MATHIS CHUR 1797“. Sie trägt Bilder vom Gottvater, der Muttergottes und eine Kreuzigungsgruppe.
Die 2. Glocke mit einem Durchmesser von 32,5 cm trägt die Inschrift „PETER ERNST GOS MICH IN LINDAV 1774“. Sie besitzt die Bilder einer Kreuzigungsgruppe und des heiligen Bischofs. Die Glocke hing ursprünglich über dem Chor der St. Otmarskirche des Münsters.